# Picture Perfect
Picture Perfect è il quinto album in studio del gruppo alternative metal statunitense Soil, pubblicato nel 2009.

## Tracce
1. Tear It Down – 3:12
2. The Lesser Man – 3:39
3. Like It Is – 3:29
4. Picture Perfect – 4:04
5. Surrounded – 3:36
6. Wasted – 3:27
7. Every Moment – 3:13
8. Anymore – 4:14
9. Falter – 3:39
10. Too Far Away – 4:29
11. Calling Out – 3:38
12. Temptation – 3:50
13. Last Wish – 3:45

## Formazione
- AJ Cavalier – voce
- Adam Zadel – chitarra, cori
- Tim King – basso
- Tom Schofield – batteria